# Anatahan
Anatahan (auch Anatagan, Anatajan, Anaksan oder San Joaquin) ist eine Vulkaninsel im Pazifischen Ozean. Sie gehört geographisch zum Archipel der Marianen und politisch zum Commonwealth der Nördlichen Marianen. Anatahan ist seit 1990 unbewohnt.

## Geographie
Anatahan liegt angenähert 60 Kilometer nordwestlich des Farallon de Medinilla sowie etwa 120 Kilometer nördlich von Saipan, der Hauptinsel der Nördlichen Marianen. Die gut neun Kilometer lange und bis zu vier Kilometer breite Insel weist eine Fläche von 33,9 km² auf. An der höchsten Erhebung im Westen erreicht die Insel eine Höhe von 790 m über dem Meer. Das Innere der Insel wird von einer fünf Kilometer langen und 2,3 Kilometer breiten Caldera eingenommen. Im Allgemeinen wird die Caldera in einen West- und einen Ostkrater unterteilt, wobei der Ostteil der Caldera ungefähr 250 Meter tiefer als der Westteil liegt. Aus historischer Zeit sind keine Ausbrüche des Vulkans bekannt, jedoch finden sich auf der Insel Ascheablagerungen, deren Alter auf wenige hundert Jahre geschätzt wird.

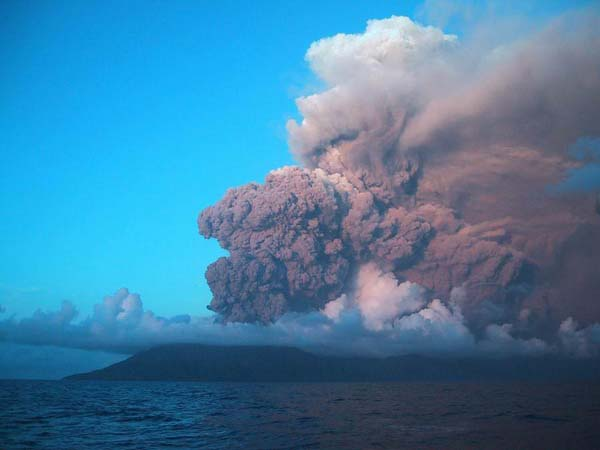
Ausbruch des Vulkans am 10. Mai 2003 mit einer circa 4,6 Kilometer hohen Aschenwolke

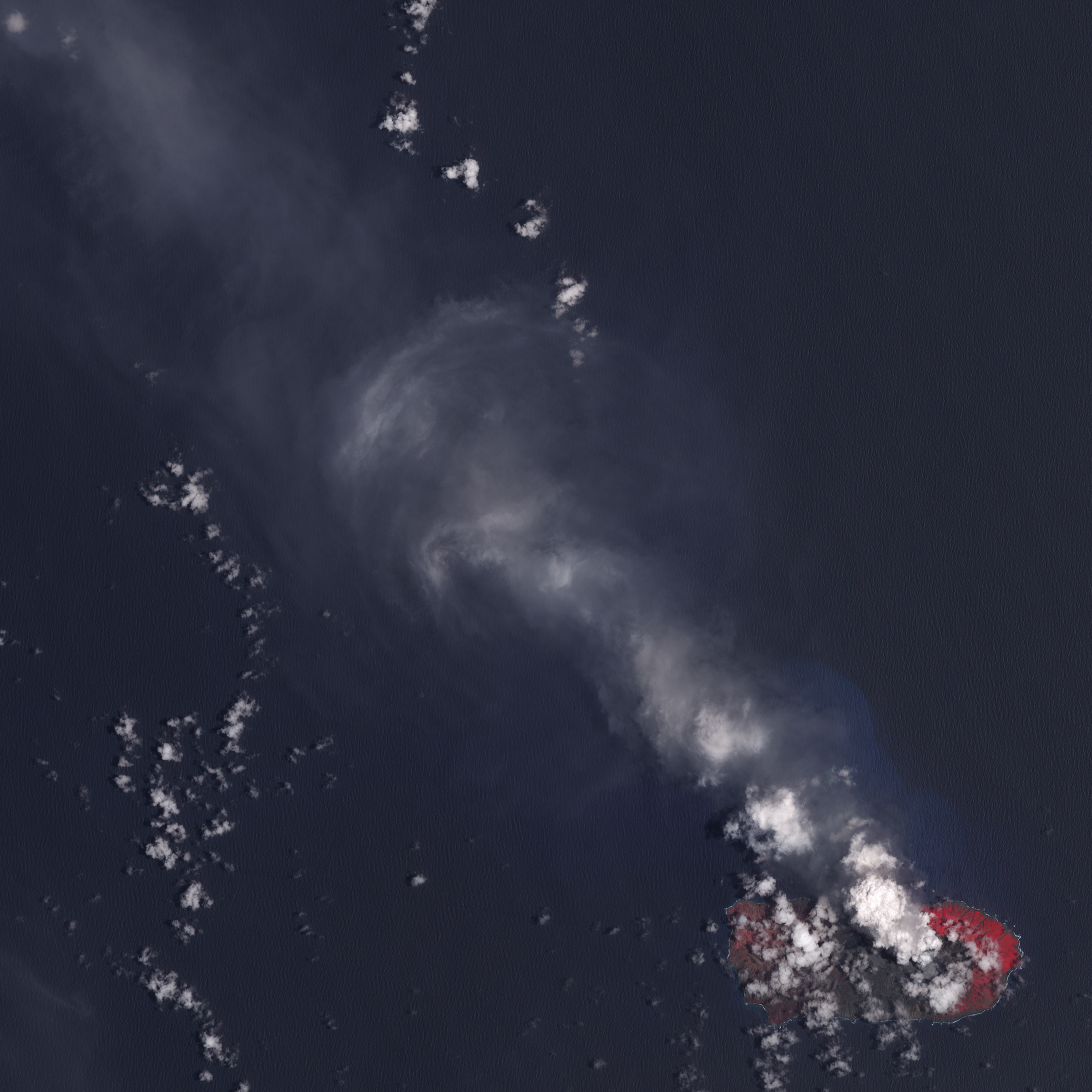
Nach Nordwesten ziehende Eruptionswolke (Satellitenaufnahme vom April 2005)

Am 4. April 1990 wurden die 23 Bewohner der Siedlung an der Westküste der Insel wegen eines befürchteten Vulkanausbruchs evakuiert. In den Tagen zuvor war ein Erdbebenschwarm registriert worden; zudem hatte sich die Tätigkeit der Fumarolen in der Caldera verstärkt und der dortige See verfärbt. Im Mai 1993 trat ein weiterer Erdbebenschwarm auf.
Zwischen 2003 und 2008 kam es zu einer Serie von Vulkanausbrüchen des Ostkraters. Beim ersten Ausbruch am 10. Mai 2003 stieg eine Aschenwolke circa 12 Kilometer hoch auf. Die Eruption hatte eine Stärke von drei auf dem Vulkanexplosivitätsindex (VEI). Die Ascheeruptionen hatten zeitweise Beeinträchtigungen des Flugverkehrs zu den Inseln Saipan und Guam zur Folge. Im Ostkrater wurde im Sommer 2003 der Austritt von Lava beobachtet; ein neu entstandener kleiner Lavadom wurde bei nachfolgenden Eruptionen zerstört.

## Geschichte
Als Anatahan 1668 vom spanischen Missionar Diego Luis de Sanvitores aufgesucht wurde, war sie dicht von Chamorros besiedelt. 1695 wurden alle Bewohner nach Saipan und drei Jahre später nach Guam deportiert. Bis 1899 spanische Kolonie, wurde die Insel zur Produktion von Kopra genutzt; um 1884 wurden schätzungsweise 125 Tonnen Kopra exportiert.  Nach dem Verkauf der nördlichen Marianen an das Deutsche Reich war Anatahan bis 1918 Teil der Kolonie Deutsch-Neuguinea. Nach Angaben des deutschen Bezirksamtmanns Georg Fritz war die Insel im Mai 1901 unbewohnt; in den Jahren zuvor seien von circa einem dutzend Bewohner 20 bis 30 Tonnen Kopra gewonnen worden. 1902 wurde die Insel an die Pagan-Gesellschaft verpachtet; eine Gesellschaft, die überwiegend mit Kopra handelte. Im September 1905 und im September 1907 vernichteten schwere Taifune die Kokospflanzungen fast vollständig. 1912 waren schätzungsweise 80 Hektar Kokospflanzungen vorhanden, die jedoch nicht systematisch bewirtschaftet wurden, da die Pagan-Gesellschaft durch die Sturmschäden in wirtschaftliche Schwierigkeiten geraten war. Auch in der Zeit des Japanischen Südseemandats (1919–1944) wurde die Insel zur Produktion von Kopra genutzt.
Während des Zweiten Weltkrieges wurde im Juni 1944 ein Schiff der japanischen Marine bei Anatahan versenkt. 30 Überlebende konnten sich auf die Insel retten; nach dem Absturz eines amerikanischen B-29-Bombers auf Anatahan war die Gruppe im Besitz einer Waffe. Zu diesem Zeitpunkt lebten zwei Japaner und etwa 45 Einheimische auf Anatahan; letztere wurden nach Kriegsende von amerikanischen Behörden evakuiert. Die Japaner weigerten sich, an ein Ende des Zweiten Weltkriegs zu glauben und harrten als sogenannte Holdouts auf der Insel aus. 1950 verließ Kazuko Higa, die einzige Frau auf Anatahan, die Insel. Nachdem elf Schiffbrüchige gestorben waren, gaben die Holdouts im Juni 1951 auf. In ihrer Zeit auf Anatahan hatte Higa mit fünf Männern in eheähnlicher Gemeinschaft gelebt, von denen drei starben. Dies führte zu Spekulationen, dass es sich bei der Insel um eine „Brutstätte von Verbrechen aus Leidenschaft“ gehandelt habe. Als Tatsachenberichte deklarierte Veröffentlichungen von Überlebenden heizten die Spekulationen zusätzlich an, obwohl in ihnen bestritten wurde, dass Menschen gewaltsam zu Tode gekommen seien.
Die Geschichte der Holdouts auf Anatahan wurde 1953 von Josef von Sternberg als „The Saga of Anatahan“ verfilmt. 1954 erschien die Buchvorlage Anatahan. Insel der Unseligen von einem der Überlebenden, Michiro Maruyama, auf Deutsch. Die japanische Schriftstellerin Natsuo Kirino griff die Geschichte 2008 in Tōkyō-jima auf; der Roman wurde 2010 vom Regisseur Makoto Shinozaki verfilmt.